# Bálint Márta
Bálint Márta (Marosvásárhely, 1946. december 2. –) Kossuth-díjas magyar színművész.

## Életpályája
1968-ban végzett a helyi Szentgyörgyi István Színművészeti Főiskolán. 1968-1971 között a Szatmárnémeti Északi Színház társulatának tagja, majd 1971-től a Marosvásárhelyi Nemzeti Színház színésznője volt. 1988-ban családjával áttelepült Magyarországra.

## Fontosabb színházi szerepei[1]
- Ágnes (Szabó Lajos: Hűség)
- Amélie (Tudor Musatescu: Szélkakas)
- Anya (Luigi Pirandello: Hat szereplő szerzőt keres)
- Bella (Móricz Zsigmond: Légy jó mindhalálig
- Colette (Dobos Attila – Szenes Iván: Isten véled édes Piroskám)
- Corina (Mihail Sebastian: Vakációsdi)
- Dada (Bródy Sándor: Dada)
- Didina (Tudor Musatescu: A kispokol)
- Desdemona (Shakespeare: Othello, a velencei mór)
- Egy asszony (Niccoló Machiavelli: Mandragóra)
- Essie (Bernard Shaw: Az ördög cimborája)
- Estella (Krúdy Gyula: A vörös postakocsi)
- Eszter (Csiky Gergely: Cifra nyomorúság)
- Éva (Szakonyi Károly: Életem Zsóka)
- Fifi (Aurel Baranga: Szicíliai védelem)
- Hyppia (Madách Imre: Az ember tragédiája)
- Ilus (Örkény István: Macskajáték)
- Inna (Viktor Rozov: Véndiákok)
- Jacqueline (Marc Camoletti: Leszállás Párizsban)
- Joana (Horia Lovinescu: Boga nővérek)
- Jolán (Witold Gombrowicz: Yvonne, burgundi hercegnő)
- Júlia (August Strindberg: Júlia kisasszony)
- Kassandra (Euripidész – Jean-Paul Sartre: Trójai nők)
- Lady Faulconbridge (Friedrich Dürrenmatt: János király)
- Lány (Kányádi Sándor: Ünnepek háza)
- Larissa (Alekszandr Osztrovszkij: Hozomány nélküli lány)
- Linka (Tersánszky Józsi Jenő: Kakuk Marci)
- Linka (Tamási Áron: Hegyi patak)
- Liza (Borisz Vasziljev: Itt csendesek a hajnalok)
- Lulu (Michel André – Fényes Szabolcs – Szenes Iván: Lulu)
- Madeleine Béjart (Mihail Bulgakov: Képmutatók cselszövése)
- Magdó (Tamási Áron: Az énekes madár)
- Magdus (Sütő András: Vidám sirató egy bolyongó porszemért)
- Marina Vlady (Marina Vlady: A megszakított repülés, avagy szerelmem, Viszockij)
- Mányuska (Mihail Bulgakov: A divatszalon titka)
- Mara (Raffai Sarolta: Diplomások)
- Margareta (Alexandru Kiritescu: Szarkafészek)
- Mária (Tudor Musatescu: Szilveszteréji álom)
- Marianna (Molière: A fösvény)
- Mira (Paul Everac: Albérleti szoba)
- Nicoara (Barbu Delavrancea: Fergeteg)
- Noémi (Jókai Mór: Az aranyember)
- Piroska (Dobos Attila – Szenes Iván: Isten véled édes Piroskám)
- Regan (Shakespear: Lear király)
- Regina (Tamási Áron: Az énekes madár)
- Rozika (Gárdonyi Géza: A bor)
- Sudár Anna (Jókai Anna: Én, szegény Sudár Anna)
- Szlavka (Branislaw Nusic: Dr. Pepike)
- Veturia (Petru Vintila: Az álmok háza)
- Virginie (Eugene Labiche: Az olasz szalmakalap)

## Film- és tévészerepei
- Mioara (Oaspeți de seară, rendező: Gheorghe Turcu), 1976
- Ágnes (Szabó Lajos: Hűség), 1977
- Magdus (Sütő András: Vidám sirató egy bolyongó porszemért), 1979
- Veturia (Petru Vintila: Az álmok háza), 1979
- Rozika (Gárdonyi Géza: A bor), 1980
- Éva (Naplemente délben, rendező: Hintsch György), 1980
- Magdó (Tamási Áron: Az énekes madár), 1982
- Sudár Anna (Jókai Anna: Én, szegény Sudár Anna), 2007
- Egyedül – Székely János versösszeállítás (rendező: Tolán Anna), 2008[2]

## Önálló estjei
- Lénárd Sándor est (1995)
- Újkori fohász (1996)
- Kosztolányi Dezső est (1997)
- Kenéz Ferenc: A szabadulóművész (1999)
- Egyedül – Székely János 677 sora (2002)

## Díjai és kitüntetései
- Magyar Örökség díj (2012)
- A Magyar Érdemrend lovagkeresztje – polgári tagozat (2012)
- Kossuth-díj (2017)